# Тютчева, Екатерина Фёдоровна
Екатери́на Фёдоровна Тю́тчева (1835—1882) — фрейлина императрицы Марии Александровны (с 26.04.1867), писательница, третья дочь поэта Ф. И. Тютчева от первого брака с Элеонорой Петерсон.

## Биография
После ранней смерти матери получила воспитание отчасти в доме тётки (сестры матери), отчасти в мюнхенском женском институте. В 1845 году вместе с сестрами переехала к отцу в Петербург и воспитывалась в Смольном институте. С 1851 года жила в семье отца, а с 1853 года в Москве у своей тетки Дарьи Сушковой, жены писателя Н. В. Сушкова. По словам современника:
Кити Тютчева очень оживила салон Сушковых. Она была девушкой замечательного ума и образования, у неё была приятная наружность, живые черные глаза; при твердом уме она была сдержанного характера, но не обладала тою женскою грацией, которая служит притягательною силою для мужчин. А так как требования её естественно были высоки, то ей трудно было найти себе пару. Она пережила стариков и умерла, не выйдя замуж.
В 1857 году ею был увлечен молодой Лев Толстой, писавший в своем дневнике: «Тютчева начинает спокойно нравиться мне... Потихоньку, но захватывает меня серьёзно и всего», но отношения их не сложились.
Князь Пётр Вяземский посвятил Екатерине Тютчевой одно из своих стихотворений — «Вечер». Как писал граф С. Д. Шереметев
Достойная и редкая, отлично образованная, женщина выдающаяся. Она была душою салона своей тетки и притягательным к нему элементом, с которым все считались. Вела она разнообразную переписку с выделяющимися людьми своего времени. У неё были ум и сердце. Победоносцев вёл с ней постоянную переписку. Смерть ее была для него очень чувствительна.
Занималась журналистикой и переводами — перевела на английский язык избранные проповеди митрополита Филарета, изданные в Лондоне в 1873 году.
Последние годы провела в купленном ею имении Варварино, где организовала народную школу, писала учебники для крестьянских детей и в 1882 году построила ветлечебницу и пожертвовала на её содержание 10 тысяч рублей. Сюда в 1878 году приехал в ссылку муж её сестры, публицист и писатель И. С. Аксаков.
Умерла 11 (23) марта 1882 года. Через два года в Москве были напечатаны её «Рассказы из священной истории Ветхого и Нового Завета».